# 约登斯托夫
约登斯托夫是德国梅克伦堡-前波美拉尼亚州的一个市镇。总面积27.66平方公里，总人口872人，其中男性433人，女性439人（2011年12月31日），人口密度32人/平方公里。